# Anomis amboinensis
Anomis amboinensis är en fjärilsart som beskrevs av Swinhoe 1920. Anomis amboinensis ingår i släktet Anomis och familjen nattflyn. Inga underarter finns listade i Catalogue of Life.